# Numeronymum
Numeronymum je slovo složené z písmen i čísel. Nejčastěji je číslo formou zkratky, například protože použitá číslovka zní jako část slova: "z5" (zpět), 3nec (třinec), "w8" (wait, v angličtině),  atd. 
Další možností je, že číslo určuje počet znaků mezi prvním a posledním znakem slova: "l10n" (lokalizace, anglicky localization, tedy L+10 písmen+N). Případně může číslo také označovat počet výskytů předchozího písmena ve zkratce: W3 (WWW - World Wide Web) nebo W3C (World Wide Web Consortium). 
Jiné numeronymy se dokonce skládají celé výhradně z čísel: 007 (James Bond), 911 (číslo tísňového volání v Severní Americe, zkratka značí pomoc[ujasnit]), 24/7 (nonstop, neboli 24 hodin, 7 dní v týdnu), ...